# Cattedrali in Croazia
Questa è una lista delle cattedrali in Croazia

## Chiesa cattolica

### Cattedrali cattoliche
| Cattedrale | Arcidiocesi o Diocesi           | Località | Dedicazione                        | Immagine |
| --- | ------------------------------- | -------- | ---------------------------------- | -------- |
| Cattedrale di Santa Teresa d'Avila Katedrala sv. Terezije Avilske                                                                            | Diocesi di Bjelovar-Križevci    | Bjelovar | Santa Teresa d'Avila               |          |
| Cattedrale di San Pietro Katedrala sv. Petra                                                                                                 | Arcidiocesi di Đakovo-Osijek    | Đakovo   | San Pietro                         |          |
| Cattedrale dell'Assunzione di Maria Katedrale Uznesenja Marijina                                                                             | Diocesi di Ragusa di Dalmazia   | Ragusa   | Maria                              |          |
| Cattedrale dell'Annunciazione della Beata Vergine Maria Katedrala Navještenja Blažene Djevice Marije                                         | Diocesi di Gospić-Segna         | Gospić   | Maria                              |          |
| Cattedrale di Santo Stefano Katedrala sv. Stjepana                                                                                           | Diocesi di Lesina               | Lesina   | Santo Stefano                      |          |
| Cattedrale dell'Assunzione della Beata Vergine Maria Katedrala Uznesenja Blažene Djevice Marije                                              | Diocesi di Veglia               | Veglia   | Maria                              |          |
| Cattedrale dell'Assunzione della Beata Vergine Maria (Basilica Eufrasiana) Katedrala Uznesenja Blažene Djevice Marije (Eufrazijeva Bazilika) | Diocesi di Parenzo e Pola       | Parenzo  | Maria                              |          |
| Cattedrale di Santa Teresa d'Avila Katedrala sv. Terezije Avilske                                                                            | Diocesi di Požega               | Požega   | Santa Teresa d'Avila               |          |
| Cattedrale di San Vito Katedrala sv. Vida | Arcidiocesi di Fiume            | Fiume    | San Vito                           |          |
| Cattedrale di San Giacomo Katedrala sv. Jakova                                                                                               | Diocesi di Sebenico             | Sebenico | San Giacomo                        |          |
| Cattedrale dell'Esaltazione della Santa Croce Katedrala Uzvišenja sv. Križa                                                                  | Diocesi di Sisak                | Sisak    | Santa Croce                        |          |
| Cattedrale di San Doimo Katedrala sv. Dujma                                                                                                  | Arcidiocesi di Spalato-Macarsca | Spalato  | San Doimo                          |          |
| Cattedrale dell'Assunzione di Maria Vergine Katedrala Uznesenja Blažene Djevice Marije na nebo                                               | Diocesi di Varaždin             | Varaždin | Maria                              |          |
| Cattedrale di Sant'Anastasia Katedrala sv. Stošije (Anastazije)                                                                              | Arcidiocesi di Zara             | Zara     | Sant'Anastasia                     |          |
| Cattedrale dell'Assunzione di Maria e dei Santi Stefano e Ladislao Katedrala Marijina Uznesenja i sv. Stjepana i Ladislava                   | Arcidiocesi di Zagabria         | Zagabria | Maria, Santo Stefano, San Ladislao |          |

### Concattedrali cattoliche
| Cattedrale                                                                                            | Arcidiocesi o Diocesi           | Località | Dedicazione            | Immagine |
| --- | ------------------------------- | -------- | ---------------------- | -------- |
| Concattedrale della Santa Croce Konkatedrala sv. Križa                                                | Diocesi di Bjelovar-Križevci    | Križevci | Santa Croce            |          |
| Concattedrale dei Santi Pietro e Paolo Konkatedrala sv. Petra i Pavla                                 | Arcidiocesi di Đakovo-Osijek    | Osijek   | San Pietro e San Paolo |          |
| Concattedrale dell'Assunzione della Beata Vergine Maria Konkatedrala Uznesenja Blažene Djevice Marije | Diocesi di Gospić-Segna         | Segna    | Maria                  |          |
| Concattedrale dell'Assunzione della Beata Vergine Maria Katedrala Uznesenja Blažene Djevice Marije    | Diocesi di Parenzo e Pola       | Pola     | Maria                  |          |
| Concattedrale di San Pietro apostolo Konkatedrala sv. Petar Apostola                                  | Arcidiocesi di Spalato-Macarsca | Spalato  | San Pietro             |          |

### Cattedrali greco-cattoliche
| Cattedrale                                                                 | Arcidiocesi o Diocesi | Località | Dedicazione             | Immagine |
| -------------------------------------------------------------------------- | --------------------- | -------- | ----------------------- | -------- |
| Cattedrale della Santissima Trinità Grkokatolička katedrala Sv. Trojstva   | Eparchia di Križevci  | Križevci | Trinità                 |          |
| Concattedrale dei Santi Cirillo e Metodio Konkatedrala Sv. Ćirila i Metoda | Eparchia di Križevci  | Zagabria | Santi Cirillo e Metodio |          |

### Ex-cattedrali cattoliche
| Cattedrale                                                                                           | Arcidiocesi o Diocesi                                                        | Località  | Dedicazione   | Immagine |
| --- | ---------------------------------------------------------------------------- | --------- | ------------- | -------- |
| Cattedrale di San Marco Katedrala sv. Marka                                                          | Diocesi soppressa di Curzola (ora parte della diocesi di Ragusa di Dalmazia) | Curzola   | San Marco     |          |
| Cattedrale dell'Assunzione di Maria Katedrala Marijina Uznesenja                                     | Diocesi soppressa di Ossero (ora parte della diocesi di Veglia)              | Ossero    | Vergine Maria |          |
| Cattedrale dell'Assunzione di Maria Vergine Katedrala Uznesenja Blažene Djevice Marije               | Diocesi soppressa di Arbe (ora parte della diocesi di Veglia)                | Arbe      | Maria         |          |
| Cattedrale della Visitazione della Beata Vergine Maria Katedrala Navijestenja Blažene Djevice Marije | Diocesi soppressa di Pedena (ora parte della diocesi di Parenzo e Pola)      | Pedena    | Maria         |          |
| Cattedrale di San Pelagio e San Massimo Crkva Sv. Pelagija i Sv. Maksima                             | Diocesi soppressa di Cittanova (ora parte della diocesi di Parenzo e Pola)   | Cittanova | San Pelagio   |          |
| Cattedrale della Natività della Beata Vergine Maria Katedrala Porođenja Blažene Djevice Marije       | Diocesi soppressa di Scardona (ora parte della diocesi di Sebenico)          | Scardona  | Maria         |          |
| Cattedrale di San Marco Katedrala sv. Marka                                                          | Diocesi di Macarsca (oggi arcidiocesi di Spalato-Macarsca)                   | Macarsca  | San Marco     |          |
| Cattedrale di San Lorenzo Katedrala sv. Lovre                                                        | Diocesi soppressa di Traù (ora parte dell'arcidiocesi di Spalato-Macarsca)   | Traù      | San Lorenzo   |          |
| Cattedrale della Santa Croce Konkatedrala sv. Križa                                                  | Diocesi soppressa di Nona (ora parte dell'arcidiocesi di Zara)               | Nona      | Santa Croce   |          |

## Chiesa ortodossa serba
| Cattedrale                                   | Arcidiocesi o Diocesi            | Località | Dedicazione  | Immagine |
| -------------------------------------------- | -------------------------------- | -------- | ------------ | -------- |
| Cattedrale della Trasfigurazione del Signore | Metropolia di Zagabria e Lubiana | Zagabria | Gesù         |          |
| Cattedrale di San Nicola                     | Eparchia di Gornji Karlovac      | Karlovac | San Nicola   |          |
| Cattedrale dell'Assunzione della Vergine     | Eparchia di Dalmazia             | Sebenico | Maria        |          |
| Cattedrale di San Demetrio                   | Eparchia di Osijek e Baranja     | Dalj     | San Demetrio |          |
| Cattedrale della Santissima Trinità          | Eparchia della Slavonia          | Pakrac   |              |          |